# Oxyepoecus bruchi
Oxyepoecus bruchi  es una especie de hormiga mirmicina. Es endémica de Argentina. 

## Fuente
- Social Insects Specialist Group 1996.  Oxyepoecus bruchi.   2006 IUCN Lista Roja de Especies Amenazadas; bajado 10 de agosto de 2007